# Toum
Toum ou toumya é um molho à base de alho esmagado, azeite (ou outro óleo vegetal) e sumo de limão, muito popular em todo o Médio Oriente. É usado com sanduiches, assados e saladas. 
O mesmo autor refere uma preparação semelhante, com a diferença de ser engrossada com tahini, e chama-lhe “tarator sauce”.  Acontece que tarator é o nome duma sopa de iogurte muito popular na Bulgária e, apesar destes países terem todos uma história comum, pode considerar-se uma coincidência de nomes. No entanto, outras fontes referem-se a esta preparação como “tahini sauce”. 